# 염소의 저주
염소의 저주(Curse of the Billy Goat)는 시카고 컵스가 1945년 미국의 월드 시리즈 4차전 경기에서 주점 '빌리 고트 태번'(Billy Goat Tavern) 운영자였던 그리스계 이민자인 빌리 시아니스(Billy Sianis)가 자신이 키우고 있던 염소인 '머피'(Murphy)를 데리고 시카고의 리글리 필드에 입장하려다가 거절당하자 '다시는 시카고 컵스가 월드 시리즈에서 우승하지 못할 것이다'고 폭언을 퍼붓고 난 후 71년 동안 시카고 컵스가 실제 월드 시리즈에 진출하지 못한 저주를 가리킨다.
2016년 11월 월드 시리즈에 진출한 시카고 컵스가 클리블랜드 인디언스를 누르고 우승을 차지하면서 이 저주가 풀렸다. 이로써 시카고 컵스는 1908년 월드 시리즈에서 우승한 이후 108년 만에 월드 시리즈에서 우승을 거두게 되었다.

## 같이 보기
- 밤비노의 저주
- 윌리엄 펜의 저주